# Kara-Bogaz-Gol
Kara-Bogaz-Gol ("jezero crnog tjesnaca"), Garabogazköl ili Garabogazköl Aylagy ("zaljev jezera crnog tjesnaca") je plitka, vrlo slana laguna u blizini Kaspijskog mora u sjeverozapadnom Turkmenistanu. Laguna ima varijabilnu površinu, obično oko 18,000 km2. Od Kaspijskog jezera ga odvaja uski, stjenoviti greben koji ima vrlo uski otvor kroz koji vode Kaspijskog jezera teku u njega. Vjerojatno postoji podzemni tok vrlo slane vode kada je zimi isparavanje manje. Volumen lagune fluktuira sezonski, što je naglašeno njenim jezercima za isparavanje soli i sezonski suhim slanim ravnicama.
U blizini se nalazi grad Garabogaz, oko 50 km (31 mi) sjeverno od kanala između glavnog Kaspijskog bazena i lagune Garabogazköl.

## Etimologija
Vodeno tijelo je dobilo ime po obližnjem gradu Garabogazu. Ime je izvorno primijenjeno na uski tjesnac koji povezuje zaljev s Kaspijskim jezerom. Voda u tjesnacu, nazvana "grlo" (tur. bogaz), je bila tamniji od vode s obje strane, pa je nazvan "tamnim" ili "crnim" (tur. gara), dakle garabogaz. S vremenom je to ime primijenjeno na sam zaljev i naposljetku na grad.

## Slanost
Salinitet lagune je u prosjeku oko 35%, u usporedbi s 1,2% u Kaspijskom moru i između 3% i 4% u oceanima diljem svijeta. Zbog iznimno visoke slanosti, usporedive s Mrtvim morem, ima malo ili nimalo morske vegetacije. Lokalno stanovništvo vadi velike naslage evaporita koje se većinom sastoje od soli na južnoj obali od 1920-ih, no 1930-ih je ručno sakupljanje prestalo i industrija se pomaknula na sjeverozapad u svoje današnje središte u blizini Garabogaza. Od 1950-ih nadalje, podzemna se voda crpila s razina nižih od samog zaljeva, dajući vrjednije vrste soli. Godine 1963. u Garabogazu je započela izgradnja modernog pogona za povećanje proizvodnje slanih proizvoda tijekom cijele godine, neovisno o prirodnom isparavanju. Izgradnja tvornice završena je 1973. godine.
U ožujku 1980. radnici su blokirali Kaspijsku vezu zbog zabrinutosti da isparavanje ubrzava pad u Kaspijskom moru. Rezultirajuća "zdjela soli" uzrokovala je raširene probleme raspršivanja soli zrakom, navodno trovajući tlo i uzrokujući zdravstvene probleme stotinama kilometara niz vjetar prema istoku.
- Vode teku kroz uski ulaz iz Kaspijskog mora (lijevo) u Garabogazköl
- Garabogazköl je vidljiv na istočnoj obali Kaspijskog jezera

## Potpuno isparavanje
Godine 1984. jezero je potpuno presušilo. U lipnju 1992., kada je razina Kaspijskog mora ponovno porasla, barijera je uklonjena po nalogu turkmenistanskog predsjednika Saparmurata Niyazova, čime je Kaspijska voda ponovno napunila lagunu.

## U popularnoj kulturi
Laguna je tema knjige Kara-Bugaz ruskog pisca Konstantina Paustovskog iz 1932. godine. U njemu hvali osnivanje lokalne industrije soli od strane sovjetske vlade 1930-ih.
Godine 1935. filmski redatelj Aleksandr Razumni snimio je film Kara-bugaz (Kara-Bugaz) temeljen na Kara-Bugazu Paustovskog, s glazbom Mihaila Ipolitova-Ivanova.

## Vanjske poveznice
|  | Zajednički poslužitelj ima još gradiva o temi Kara-Bogaz-Gol |